# مقیاس پالرمو
مقیاس پالرمو یا مقیاس فنی خطر رویداد برخوردی پالرمو (انگلیسی: Palermo Technical Impact Hazard Scale) یک مقیاس لگاریتمی است که توسط اخترشناسان برای ارزیابی خطر بالقوه برخورد یک جرم نزدیک به زمین (NEO) استفاده می‌شود. این دو نوع داده - احتمال برخورد و بازده جنبشی تخمینی - را در یک مقدار «خطر» ترکیب می‌کند. رتبه‌بندی ۰ به این معنی است که خطر معادل خطر پس‌زمینه است (تعریف شده به عنوان میانگین خطر ناشی از اجسام هم اندازه یا بزرگتر در طول سال‌ها تا تاریخ تأثیر احتمالی).
رتبه ۲ + نشان می‌دهد که خطر ۱۰۰ برابر بزرگتر از یک رویداد پس زمینه تصادفی است. مقادیر مقیاس کمتر از ۲- منعکس کننده رویدادهایی هستند که هیچ پیامد احتمالی برای آنها وجود ندارد، در حالی که مقادیر مقیاس پالرمو بین ۲- و ۰ موقعیت‌هایی را نشان می‌دهد که شایستهٔ نظارت دقیق هستند. مقیاس مشابه اما با پیچیدگی کمتر، مقیاس تورینو است که برای توصیف ساده‌تر در رسانه‌های غیر علمی استفاده می‌شود.
| سیارک              | Palermo rating | Background risk |
| ------------------ | -------------- | --------------- |
| ۹۹۹۴۲ آپوفیس       | 1.10           | 12.6x greater   |
| (89959) 2002 NT7   | 0.18           | 1.51x greater   |
| (۲۹۰۷۵) ۱۹۵۰ دی‌ای  | 0.17           | 1.48x بزرگ‌تر    |
| (144898) 2004 VD17 | -0.25          | 1.78x کمتر      |
| (410777) 2009 FD   | -0.44          | 2.75x less      |
| 2022 AE1           | -0.66          | 4.57x less      |
| 2013 TV135         | -0.73          | 5.37x less      |
| (367789) 2011 AG5  | -1.00          | 10x less        |